# Hipposideros marisae
Hipposideros marisae är en fladdermusart som beskrevs av Paul Aellen 1954. Hipposideros marisae ingår i släktet Hipposideros och familjen rundbladnäsor. IUCN kategoriserar arten globalt som sårbar. Inga underarter finns listade i Catalogue of Life.
Arten är bara känd från några mindre områden i västra Afrika i Liberia, Guinea och Elfenbenskusten. Den lever i låglandet och i kulliga områden upp till 650 meter över havet. Habitatet utgörs av fuktiga skogar. Individerna vilar troligen i grottor eller i bergssprickor.